# Kuolavaaranjärvi
Kuolavaaranjärvi är en sjö i Finland. Den ligger i kommunen Kittilä i landskapet Lappland, i den norra delen av landet, 800 km norr om huvudstaden Helsingfors. Kuolavaaranjärvi ligger 209,5 meter över havet. Arean är 6 hektar och strandlinjen är 2,33 kilometer lång. Sjön  ingår i Kemi älvs huvudavrinningsområde. 